# 266 (số)
266 (hai trăm sáu mươi sáu) là một số tự nhiên ngay sau 265 và ngay trước 267.